# Ladislav Nenadál
Ing. Ladislav Nenadál (* 2. března 1948) je československý basketbalista, účastník Mistrovství Evropy juniorů 1966 a čtyřikrát bronzový medailista z československé ligy.
V československé basketbalové lize odehrál celkem 7 sezón (1965–1972). Hrál za klub Sparta ČKD Praha, se kterou získal čtyři bronzové medaile za třetí místa (1966–1969), dvě čtvrtá místa (1971, 1972) a jedno sedmé místo (1970). V ligových utkáních zaznamenal celkem 150 bodů.
Za reprezentační družstvo Československa juniorů hrál v roce 1966 na Mistrovství Evropy v basketbale juniorů v Porto San Giorgio (Itálie), kde družstvo skončilo na 4. místě. Odehrál 3 zápasy a zaznamenal 5 bodů.   
Po skončení hráčské kariéry se věnuje podnikatelské činnosti.

## Hráčská kariéra

### kluby
- 1965–1972 Sparta Praha – 4× 3. místo (1966–1969), 2× 4. místo (1971, 1972), 7. místo (1970). Československá basketbalová liga celkem 7 sezón (1965–1972) a 150 bodů

### Československo
- Mistrovství Evropy v basketbale juniorů 1966, 4. místo, 5 bodů ve 3 zápasech